# Giovanni Sbrissa
Giovanni Stefano Sbrissa (Castelfranco Veneto, 25 settembre 1996) è un calciatore italiano, centrocampista del Bassano.

## Caratteristiche tecniche
Gioca prevalentemente come centrocampista centrale ma può agire anche come mezzala destra, risultando un vero e proprio jolly. Occasionalmente ricopre anche il ruolo di ala destra. È dotato di ottimo dinamismo possiede un buon tiro e buona abilità nella corsa, bravo negli inserimenti senza palla.

## Carriera

### Club
Cresce nel settore giovanile del Vicenza, con cui esordisce in prima squadra nella stagione 2013-2014, nella quale colleziona complessivamente 15 presenze (10 nel campionato di Lega Pro Prima Divisione, una nei play-off, una in Coppa Italia e 3 in Coppa Italia Lega Pro).
Nell'estate seguente il club berico viene ripescato in Serie B, categoria in cui Sbrissa milita nel corso della stagione 2014-2015, nella quale gioca una partita in Coppa Italia e 31 partite nel campionato cadetto, nel quale mette anche a segno una rete (la sua prima in competizioni professionistiche), l'8 dicembre 2014 nella vittoria casalinga per 2-0 contro il Brescia; a fine stagione disputa inoltre una partita nei play-off, nei quali i biancorossi vengono eliminati in semifinale dal Pescara. Sbrissa nell'estate del 2015 viene poi ceduto a titolo definitivo al Sassuolo, club di Serie A, che però lo lascia in prestito in seconda serie al Vicenza anche nella stagione 2015-2016, nella quale il centrocampista esordisce anche in Coppa Italia giocando 3 partite nei turni preliminari di Coppa Italia. 
Il 31 agosto 2016 passa in prestito con diritto di riscatto e contro-riscatto al Brescia. Il 21 giugno 2017 il club lombardo esercita l'opzione sul centrocampista veneto, il quale viene controriscattato dagli emiliani il giorno successivo.
Il 12 luglio viene ceduto con la stessa formula al Cesena; nel gennaio del 2018 passa in prestito alla Cremonese, sempre in Serie B. Nell'annata 2018-2019 gioca in prestito al Siena, nel campionato di Serie C. L’anno successivo veste la maglia della Pergolettese in Serie D. Nella stagione 2020-2021 gioca alla Lucchese. 
Nel dicembre del 2021 firma un contratto sino al termine della stagione per la formazione RG Ticino, militante in Serie D. Per la stagione successiva, resta in Serie D, firmando per la Union Clodiense CS; nel dicembre del 2022, dopo 7 presenze in campionato e 2 presenze in Coppa Italia Serie D, si trasferisce ai siciliani dell'Acireale, a loro volta militanti in Serie D.
Il 27 luglio 2023 viene acquistato dal Trapani, con cui vince sia il campionato che la Coppa Italia Serie D. Nella stagione 2024-2025 gioca in Serie D con il Bassano.

### Nazionale
Tra il 2014 ed il 2015 ha giocato 4 partite in Under-19; tra il 2015 ed il 2016 ha successivamente disputato anche 3 partite con l'Under-20.
Ha inoltre segnato tre goal in due presenze con la maglia della B Italia.
Nel marzo 2016 vince con la nazionale Under 20, guidata dal Ct Evani, il più prestigioso torneo continentale di categoria il "Torneo Quattro Nazioni", trofeo che alla nazionale mancava da dieci anni.
Frequenta l'università, Facoltà di Scienze Politiche. In qualità di studente atleta, partecipa da protagonista alla XXX Universiade 2019 scelto dal ct della nazionale italiana Arrigoni. La compagine azzurra conquista la medaglia di bronzo, cedendo solo in semifinale ai rigori contro il Giappone, che poi vincerà il titolo superando 4-1 il Brasile.

## Statistiche

### Presenze e reti nei club
Statistiche aggiornate al 4 maggio 2025.
| Stagione        | Squadra            | Campionato      | Campionato | Campionato | Coppe nazionali | Coppe nazionali | Coppe nazionali | Coppe continentali | Coppe continentali | Coppe continentali | Altre coppe | Altre coppe | Altre coppe | Totale | Totale |
| Stagione        | Squadra            | Comp            | Pres       | Reti       | Comp            | Pres            | Reti            | Comp               | Pres               | Reti               | Comp        | Pres        | Reti        | Pres   | Reti   |
| --------------- | ------------------ | --------------- | ---------- | ---------- | --------------- | --------------- | --------------- | ------------------ | ------------------ | ------------------ | ----------- | ----------- | ----------- | ------ | ------ |
| 2013-2014       | L.R. Vicenza       | 1D              | 10+1       | 0          | CI+CI-LP        | 1+3             | 0               | -                  | -                  | -                  | -           | -           | -           | 15     | 0      |
| 2014-2015       | L.R. Vicenza       | B               | 31+1       | 1          | CI              | 1               | 0               | -                  | -                  | -                  | -           | -           | -           | 33     | 1      |
| 2015-2016       | L.R. Vicenza       | B               | 26         | 1          | CI              | 3               | 0               | -                  | -                  | -                  | -           | -           | -           | 29     | 1      |
| Totale Vicenza  | Totale Vicenza     | Totale Vicenza  | 67+2       | 2          |                 | 8               | 0               |                    | -                  | -                  |             | -           | -           | 77     | 2      |
| 2016-2017       | Brescia            | B               | 19         | 0          | CI              | 0               | 0               | -                  | -                  | -                  | -           | -           | -           | 19     | 0      |
| 2017-gen. 2018  | Cesena             | B               | 8          | 1          | CI              | 1               | 0               | -                  | -                  | -                  | -           | -           | -           | 9      | 1      |
| gen.-giu. 2018  | Cremonese          | B               | 3          | 0          | CI              | -               | -               | -                  | -                  | -                  | -           | -           | -           | 3      | 0      |
| 2018-2019       | Siena              | C               | 25         | 0          | CI-C            | 1               | 0               | -                  | -                  | -                  | -           | -           | -           | 26     | 0      |
| 2019-2020       | Pergolettese       | C               | 6          | 0          | CI-C            | 0               | 0               | -                  | -                  | -                  | -           | -           | -           | 6      | 0      |
| 2020-2021       | Lucchese           | C               | 25         | 0          | CI              | 0               | 0               | -                  | -                  | -                  | -           | -           | -           | 25     | 0      |
| 2021-2022       | RG Ticino          | D               | 20+1       | 1          | CI-D            | 0               | 0               | -                  | -                  | -                  | -           | -           | -           | 21     | 1      |
| 2022- dic. 2022 | Union Clodiense CS | D               | 7          | 0          | CI-D            | 2               | 0               | -                  | -                  | -                  | -           | -           | -           | 9      | 0      |
| dic. 2022-2023  | Acireale           | D               | 17         | 4          | CI-D            | 0               | 0               | -                  | -                  | -                  | -           | -           | -           | 17     | 4      |
| 2023-2024       | Trapani            | D               | 19+3       | 4          | CI-D            | 3               | 2               | -                  | -                  | -                  | -           | -           | -           | 25     | 6      |
| 2024-2025       | Bassano            | D               | 26         | 3          | -               | -               | -               | -                  | -                  | -                  | -           | -           | -           | 26     | 3      |
| Totale carriera | Totale carriera    | Totale carriera | 245+6      | 15         |                 | 15              | 2               |                    | -                  | -                  |             | -           | -           | 263    | 17     |

## Palmarès

### Club

#### Competizioni nazionali
- Serie D: 1

Trapani: 2023-2024 (girone I)
- Coppa Italia Serie D: 1

Trapani: 2023-2024

### Nazionale
- Universiadi:   1

Campania 2019